# El ídolo
El ídolo (título original: Ya tayr el tayer) es una película dramática palestina de 2015 dirigida y escrita por Hany Abu-Assad. Fue exhibida en la sección especial del Festival Internacional de Cine de Toronto de 2015. Fue seleccionada como la cinta palestina para competir en la edición n.º 89 de los Premios de la Academia en la categoría de mejor película de habla no inglesa, pero finalmente no fue nominada.
La historia de la película está basada en la vida del cantante de pop Mohammed Assaf, ganador de la segunda temporada del programa de telerrealidad Arab Idol, aunque se toma algunas libertades en cuanto a la historia, presentando sucesos ficticios.

## Sinopsis
El ídolo cuenta una versión ficticia de la vida de Mohammed Assaf, cantante de bodas de un campo de refugiados en Gaza que ganó el concurso de canto Arab Idol en 2013.
La película comienza en 2005 en Gaza. Mohammed es un niño pequeño que toca en una banda junto con su hermana Nour y dos amigos. Reconociendo las posibilidades que la increíble voz de Mohammed tiene para ofrecer, se dispusieron a convertirse en una verdadera banda y pronto empezaron a presentarse en las bodas. Sin embargo, Nour colapsa durante una presentación y se descubre que tiene insuficiencia renal, lo que requiere que se someta a diálisis semanalmente o que su familia le consiga un trasplante de riñón. Como el trasplante es demasiado costoso, Mohammed tiene como objetivo recaudar el dinero suficiente como cantante para tener la posibilidad de comprarlo. Toma clases de canto y se hace amigo de una niña llamada Amal, que también padece una enfermedad renal, durante las sesiones de diálisis de Nour. A pesar del tratamiento, Nour muere y Mohammed queda desilusionado y deprimido.
Siete años más tarde, en 2012, Mohammed se presenta con una banda para el programa Palestina Idol, pero las restricciones de viaje en Gaza le impiden ir al estudio en Ramallah y lo obligan a actuar a través de Skype. Las malas condiciones de la electricidad en Gaza afectan su rendimiento, lo que frustra a Mohammed, que quiere dejar de cantar hasta que se encuentra con Amal nuevamente. Ella lo inspira, y con el apoyo de su familia, Mohammed decide hacer una audición para Arab Idol. Cruzar la frontera de Gaza a Egipto, donde se llevarán a cabo las audiciones, es casi imposible, y Mohammed queda atrapado con un pasaporte falso en el paso fronterizo de Rafah, pero después de interpretar una canción religiosa para el empleado de la frontera, es admitido. En Cairo, Mohammed se presenta en el edificio donde se desarrolla el programa. Allí un joven cantante le ofrece su lugar después de escucharlo cantar en el inodoro. Mohammed audiciona exitosamente para el show y pronto se le permite un pase a Beirut para participar en la competencia principal.
A medida que avanza el espectáculo, la reputación de Mohammed crece entre los palestinos, que se muestran extasiados de que un hombre de su región se esté desempeñando tan bien y gane tal aclamación, alentando el orgullo nacional palestino e inspirando esperanza y optimismo. Esta presión llega a Mohammed, quien sufre un ataque de pánico justo antes de un ensayo importante. Con el apoyo de uno de los jueces de audición y de Amal por vía telefónica, Mohammed se recupera y vuelve a actuar. La película termina mostrando imágenes de la vida real de Mohammed Assaf ganando el título de Arab Idol, seguido de una breve descripción general de la vida de Assaf después de la final del concurso.

## Reparto
- Tawfeek Barhom es Mohammed Assaf.
- Kais Attalah es Mohammed Assaf (niño).
- Hiba Attalah es Nour.
- Ahmad Qasem es Ahmad (niño).
- Abdel Kareem Barakeh es Omar (niño).
- Teya Hussein es Amal (niño).
- Dima Awawdeh es Amal.
- Ahmed Al Rokh es Omar.
- Saber Shreim es Ahmad.
- Amer Hlehel es Kamal.
- Manal Awad es la madre de Mohammed.
- Walid Abed Elsalam es el padre de Mohammed.
- Eyad Hourani es Ali Kushk.
- Ashraf Barhom es Hehler.
- Nadine Labaki es Shadia.

## Recepción
La película obtuvo generalmente reseñas positivas de parte de la crítica especializada. En el sitio web Rotten Tomatoes, la cinta cuenta con un ranking aprobatorio del 85 %. El consenso del sitio indica: «Con una fórmula bien usada, el director entrega una película biográfica bien realizada, alimentada por unas actuaciones atrapantes y un guion escrito con solidez».